# Karen Opdencamp
Karen 'Kaatje' Opdencamp (5 augustus 1981) is een Belgisch tafeltennisster. 

## Sportloopbaan
Fürst haalde Opdencamp weg bij het Franse Beauchamp CTT. De Belgische werd naar Limburg gehaald als opvolgster van de Duitse Nadine Bollmeier. Opdencamp vormde bij Fürst een team met Li Jiao, Ni Xia Lian en Britt Eerland. Laatstgenoemde verving na de najaarscompetitie '07 Marijn Verburg. Ze speelde in 2001-2004 ook in Duitsland voor TuS Glane en in België voor Kobelco Auderghem, TTC Hasselt, TTC Stokrooie en TTK Herckenrode. 
Vanaf het najaar van 2007 kwam ze twee jaar uit voor (de vrouwen van) Li-Ning/MF Services Heerlen in de Nederlandse eredivisie. Met Heerlen werd ze in 2007/08 landskampioen en vervolgens ook winnaar van de European Champions League. In het Europese toernooi behoorde ze alleen niet tot de basis-drie. Opdencamp speelde in het seizoen 2009-2010 voor het Portugese Ponta do Pargo uit Madeira en behaalde de kwartfinale in de Europacup. Een jaar later keerde ze terug naar België omdat het spelen in Portugal niet meer te combineren viel met haar werk. Vanaf 1 januari 2011 speelt ze voor het Spaanse Cassanenc, dit na een half seizoen uitgekomen te zijn voor het mannenteam van het Belgische TTC Knal Deinze in 1e nationale. 
De Belgische staat sinds januari 2001 op de ITTF-wereldranglijst. Daarop bereikte ze in februari 2010 haar hoogste notering, met een 220e plaats. Behalve in competitieverband kwam Opdencamp individueel uit op internationale toernooien van de ITTF Pro Tour. Opdencamp kwam tien jaar uit voor het Belgische nationale team, maar stelt zich sinds december 2009 niet meer beschikbaar daarvoor.

## Erelijst
- Belgisch nationaal kampioene 2005, 2006, 2008 en 2010
- Nationale ploeg: 1999-2009: meer dan 40 selecties voor Universiade, WK's, EK's en internationale wedstrijden
- Hoogste positie ITTF-wereldranglijst: 220e (in februari 2010)
- Winnares Belgische Challenge Feminin 2009
- Winst European Champions League 2007/08 (met Heerlen)
- Nederlands landskampioen 2007/08 voor clubteams (met Heerlen)
- Open van Bulgarije: brons (enkel), goud (dubbel)2005
- Winnares Gouden Palet 2000, 2001 en 2002